# David Jordà Sanchis
David Jordà Sanchis (* 14. Juni 1994 in Barcelona) ist ein spanischer Tennisspieler.

## Karriere
Jordà Sanchis trainierte im Club de Tenis Tarragona. Auf der ITF Junior Tour kam Jordà Sanchis zu keiner Platzierung. Er spielte ab 2009 erste Turniere der Profis auf der drittklassigen ITF Future Tour und zudem 2009 in Tarragona sein erstes Turnier der höher dotierten ATP Challenger Tour. Die ersten Punkte für die Tennisweltrangliste erspielte er sich allerdings erst vier Jahre später, als er die ersten Matches bei Futures gewinnen konnte. Jordà Sanchis hatte ab dem Alter von 18 mit verschiedenen Verletzungen zu kämpfen, die ihn immer wieder zu Pausen zwangen. Zweimal musste er sich Operationen an der rechten Schulter unterziehen.
Mit Anfang 20 zog Jordà Sanchis nach Barcelona, wo sich seine Resultate schnell verbesserten. 2017 stand er im Einzel bei drei Futures-Turnieren im Halbfinale und gewann zwei Turniere im Doppel, womit er in beiden Wertungen etwa auf Platz 700 stand. Bei einem Turnier Anfang zog er sich eine Luxation der linken Schulter zu, die ihn zu weiteren sechs Monaten Pause zwang gefolgt von einer Verletzung am Handgelenk. Die Verletzungen veranlassten ihn dazu nach einem alternativen Beruf Ausschau zu halten. Einen Universitätsabschluss hatte er bereits absolviert, sodass er 2018 für den spanischen Fußballverein Gimnàstic de Tarragona zu arbeiten begann. Mit der Wiederaufnahme des Turnierbetriebs arbeitete Jordà Sanchis von unterwegs aus. In den folgenden Jahren hielt er sich meist in den Top 800 der Welt, bevor er 2022 ein neues Karrierehoch erreichte. Fünfmal schied er bei einem Future im Halbfinale aus, bevor er in Madrid seinen ersten Future-Titel im Einzel gewann. Mit Platz 597 startete er in die Saison 2023, in der er im März nach 2010 das zweite Mal überhaupt im Hauptfeld eines Challengers stand. In Les Franqueses del Vallès konnte er das Viertelfinale erreichen. Neben dem zweiten Future-Titel erreichte er außerdem in Troyes und Bogotá die Runde der letzten Vier. Er besiegte dabei unter anderem Alejandro Tabilo, die Nummer 131 der Welt.
Mit Beginn des Jahres 2024 legte Jordà Sanchis seinen Job beim Verein Gimnàstic de Tarragona nieder, um sich voll auf den Tennissport zu konzentrieren. Auf seinem Karrierehoch von Platz 300 stehend, spielte er nun hauptsächlich Challengers. In der Qualifikation zum Turnier der ATP Tour in Estoril war er nach der Niederlage gegen seinen Landsmann Pablo Llamas Ruiz eigentlich schon ausgeschieden, rückte aber als Lucky Loser ins Hauptfeld nach. Dort sicherte er sich gegen den Lokalmatador Jaime Faria seinen ersten Sieg auf der höchsten Turnierebene. In der darauffolgenden Runde verlor er abermals gegen Llamas Ruiz. Im Mai erreichte er seine bis dato höchste Platzierung, Platz 293.